# استیو کریون
استیو کریون (انگلیسی: Steve Craven؛ زادهٔ ۱۷ سپتامبر ۱۹۵۷) بازیکن فوتبال اهل بریتانیا است.
از باشگاه‌هایی که در آن بازی کرده‌است می‌توان به باشگاه فوتبال نورتویچ ویکتوریا، باشگاه فوتبال ترانمره راورز، و باشگاه فوتبال آلترینچام اشاره کرد.